# Clara Ponsatí i Obiols

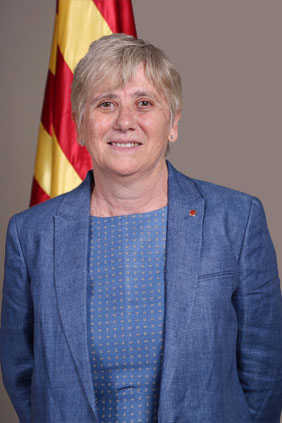
Clara Ponsatí i Obiols als Ministerin (2017)

Clara Ponsatí i Obiols, teilweise auch nur kurz Clara Ponsatí, (* 19. März 1957) ist eine spanische Politikerin und Wirtschaftswissenschaftlerin. Sie war 2017 für mehrere Monate in der Generalitat de Catalunya für die Bildungspolitik zuständige Ministerin. Seit 2020 ist sie Mitglied im EU-Parlament.

## Werdegang
Ponsatí i Obiols studierte an der Universität Barcelona, wo sie 1980 mit einem Lizenziat in Wirtschaftswissenschaft abschloss. Nach einem Wechsel an die Autonome Universität Barcelona, an der sie 1982 ein Studium als Master of Science beendete, ging sie in die Vereinigten Staaten, um an der University of Minnesota bis 1988 einen Ph.D.-Titel zu erringen.
Nach einem Jahr bei Bell Communications Research in Morristown, New Jersey, kehrte Ponsatí i Obiols 1989 nach Spanien zurück und schloss sich dem Mitarbeiterstab der Autonomen Universität Barcelona an, an der sie später zur ordentlichen Professorin berufen wurde. 2001 wechselte sie an das wirtschaftswissenschaftliche Institut des Consejo Superior de Investigaciones Científicas (CSIC), an dem sie 2007 zur Direktorin aufstieg. 2012 ging sie als Gastdozentin an die Georgetown University. Nachdem ihr Aufenthalt dort im Sommer 2013 nicht verlängert worden war, machte sie politische Gründe dafür geltend, da sie sich positiv zur Unabhängigkeit Kataloniens von Spanien geäußert hatte und stieß damit eine kurzzeitige Kontroverse an, in die sich auch der seinerzeitige Außenminister José Manuel García-Margallo einband. Anschließend wieder kurzzeitig am CSIC tätig, folgte sie 2016 einem Ruf der University of St Andrews nach Schottland.
Seit Mitte 2016 Mitglied der Assemblea Nacional Catalana, berief der Präsident der katalanischen Autonomieregierung Carles Puigdemont Ponsatí i Obiols im Juli 2017 als Bildungsministerin in sein Kabinett. Nach dem umstrittenen Unabhängigkeitsreferendum in Katalonien am 1. Oktober 2017 und der anschließenden „Unabhängigkeitserklärung“ flüchtete sie mit weiteren Kabinettsmitgliedern ins Exil nach Brüssel. Zeitweise mit einem europäischen Haftbefehl gesucht, kehrte sie später nach Schottland zurück, um ihre Arbeit an der University of St Andrews wieder aufzunehmen. Nach Anhörungen in Schottland im März 2018 wurde die außerspanische Strafverfolgung im Juli mit der Aufhebung des europäischen Haftbefehls fallen gelassen.  Aufgrund eines weiter bestehenden Haftbefehls in Spanien kann sie nicht nach Spanien zurückkehren.
Sie war eine von 27 Abgeordneten, die 2019 ins Europäische Parlament gewählt wurden, aber erst dann nachrücken sollten, wenn Großbritannien die EU verlassen hat. Aufgrund des bestehenden Haftbefehls war eine Berufung in EU-Parlament zunächst ungewiss. Am 1. Februar 2020 erkannte das EU-Parlament sie als Abgeordnete an.

## Forschung und Lehre
Der Schwerpunkt in der wissenschaftlichen Arbeit Ponsatí i Obiols’ liegt im Bereich der Spieltheorie, insbesondere hinsichtlich strategischer Fragestellungen und Vertragsverhandlungen bei kooperativen Spielen. Hier hat sie unter anderem Aspekten rund um Mediation, aber auch wirtschaftspolitischen Themen publiziert.
Seit 2003 gehört Ponsatí i Obiols zum Redaktionsboard der Zeitschrift International Journal of Game Theory, seit 1999 ist sie Redakteurin beim Periodikum Review of Economic Design.